# 播磨町立図書館
播磨町立図書館（はりまちょうりつとしょかん）は、日本の兵庫県加古郡播磨町が町内に設置している公立図書館である。

## 概要
1982年（昭和57年）12月開館。播磨町役場に隣接した円形構造の2階建てで、蔵書数も約14万冊と町村が設置する公立図書館としては比較的多い。
幕末に貿易商として活動した浜田彦蔵（ジョセフ・ヒコ）の関連資料を重点的に収集しており、2010年（平成22年）に開始した「播磨町図書館を使った調べる学習コンクール」では2013年（平成25年）開催の第4回より「ジョセフ・ヒコ賞」を贈呈している。

## アクセス
山陽電鉄本線の播磨町駅下車徒歩2分。

### 周辺施設
- 播磨町役場
  - 第1庁舎（図書館に隣接）
  - 第2庁舎（図書館向かい）
- 播磨町中央公民館（図書館裏手）
- 播磨町立福祉会館
- 播磨町立播磨小学校

## 広域貸し出し
播磨町立図書館では東播磨地区図書館等連絡協議会および播磨圏域連携中枢都市圏で締結された協定により、以下の市町が設置する公立図書館・室と相互に広域貸し出しを実施している。
- 明石市、相生市、赤穂市、小野市、加古川市、加西市、加東市、宍粟市、高砂市、たつの市、西脇市、姫路市、三木市、赤穂郡上郡町、揖保郡太子町、加古郡稲美町、神崎郡市川町・神河町・福崎町、佐用郡佐用町、多可郡多可町